# Asmāhūr-e Soflá
Asmāhūr-e Soflá (persiska: اِسماهورِ پائين, Esmāhūr-e Pā’īn, اسماهور سفلی) är en ort i Iran.   Den ligger i provinsen Lorestan, i den centrala delen av landet, 300 km sydväst om huvudstaden Teheran. Asmāhūr-e Soflá ligger 2 099 meter över havet och antalet invånare är 110.
Terrängen runt Asmāhūr-e Soflá är kuperad norrut, men söderut är den platt.Runt Asmāhūr-e Soflá är det ganska glesbefolkat, med 29 invånare per kvadratkilometer. Närmaste större samhälle är Alīgūdarz, 9,3 km nordväst om Asmāhūr-e Soflá. Trakten runt Asmāhūr-e Soflá består i huvudsak av gräsmarker.